# Matthias Pompe
Matthias Pompe (* 15. Februar 1984 in Leipzig) ist ein ehemaliger deutscher Volleyball- und Beachvolleyballspieler.

## Karriere
Der gebürtige Leipziger Matthias Pompe spielte seit 1999 Hallenvolleyball und seit 2001 Beachvolleyball. Sein Schwerpunkt galt zunächst dem Volleyball im Sand, wo er mit verschiedenen Partnern auf nationaler und internationaler Ebene erfolgreich war. Mit Stefan Uhmann gewann Matthias Pompe 2006 die Silbermedaille bei der U23-Beach-Europameisterschaft in St. Pölten.
Seit 2012 ist Matthias Pompe, Trainer in der BeachZeit, einer Beachvolleyballschule.
Parallel zum Beachvolleyball hielt sich Pompe in den Wintermonaten in der Halle fit bei verschiedenen Vereinen in der zweiten Bundesliga. Mit dem TV Rottenburg, bei dem er seit 2005 spielte, gelang ihm 2006 und 2008 zweimal der Aufstieg in die erste Bundesliga, wodurch er seine Aktivitäten beim Beachvolleyball nahezu einstellen musste. Seine beste Bundesliga-Platzierung war ein fünfter Platz 2009/10. 2011 ging Pompe zum Ligakonkurrenten TV Bühl. Auch in der A-Nationalmannschaft kam Pompe zu neun Einsätzen. 2012 wechselte er zum französischen Erstligisten Gazélec FC Ajaccio. Nach einer Saison kehrte er zurück in die Bundesliga zu evivo Düren. In der Saison 2013/14 erreichte der Außenangreifer mit den Dürenern jeweils das Viertelfinale in der Bundesliga und im DVV-Pokal. Ein Jahr später gelangte er mit dem in SWD Powervolleys Düren umbenannten Team ins Halbfinale des DVV-Pokals und wurde Dritter in der Bundesliga. Bei den Europaspielen in Baku gewann Pompe mit der Nationalmannschaft die Goldmedaille. 2016 wechselte Pompe zum Ligakonkurrenten SVG Lüneburg, wo er 2019 seine Karriere beendete.